# Вебер, Жак
Жак Вебе́р (фр. Jacques Weber; род. 23 августа 1949, Париж, Франция) — французский актёр театра, кино и телевидения, режиссёр, сценарист.

## Биография

### Ранние годы
Жак Вебер родился в семье актёров швейцарского происхождения известного французского театра «Комеди Франсэз» и с детства полюбил театр, особенно классические постановки. Учился в Высшей национальной школе театрального искусства в Париже. В 1966 году в возрасте 16 лет он поступил в Высшую национальную консерваторию драматического искусства в класс Робера Мануэля, окончив её с отличием через три года. Получив приглашение в «Комеди Франсэз», Жак Вебер предпочёл присоединиться к актёрскому составу театра под руководством Робера Оссейна в Реймсе. Затем начинается его карьера театрального актёра и режиссёра.

### Театр
За несколько десятилетий на сценах различных театров Франции Жак Вебер играл главные роли в пьесах Расина, Мольера, Бомарше, Ростана, Лабиша, Шекспира, Гибсона, Сартра, Жироду, Брехта, и других драматургов. Одной из лучших театральных ролей Жака Вебера стала роль Сирано в пьесе Эдмона Ростана «Сирано де Бержерак», которую артист играл на протяжении многих сезонов более 200 раз в театре «Могадор», а также в других театрах Франции. Также играл в спектакле по роману «Преступление и наказание» Достоевского, в пьесе «На дне» Горького. В качестве режиссёра поставил спектакли «Мизантроп», «Тартюф», «Проделки Скапена» Мольера, «Федра» Расина, спектакли по произведениям Дидро, Цвейга, Флобера, Дюма, Скола, Сартра, Булгакова, и др.
С 1979 по 1985 годы Жак Вебер возглавлял Национальный драматический центр Лиона (8 театр), а затем с 1986 по 2001 годы — театр в Ницце, Национальный драматический центр Ницца-Лазурный берег. Играл в Ницце главные роли в классическом репертуаре, в том числе Сирано, в течение нескольких сезонов. В качестве режиссёра поставил спектакль «Монте-Кристо» по роману Дюма, исполнив в нём заглавную роль: в 1987 году в театре Ниццы и в 1988 году — в Большом зале Гранд-аль в парке Ла-Виллет в Париже.

### Кино и телевидение
С 1970 года Жак Вебер периодически снимается в кино и на телевидении как в главных ролях, так и в ролях второго плана и эпизодах. Дебютировал в кино в 1970 году в кинофильме «Рафаэль-развратник» режиссёра Мишеля Девиля. Первой заметной работой артиста в кино стала роль уругвайского активиста Уго в остросюжетной политической драме режиссёра Коста-Гавраса «Осадное положение» в 1972 году. Принимал участие в фильмах великих режиссёров, в том числе в фильме режиссёра Франсуа Летерье «Закрытый показ» в 1973 году. В триллере «Жестокое удовольствие» он — писатель, соблазненный красивицей,  героиней Клод Жад. Он узнает свою убийственную тайну со своими сообщниками. В трех четвертях фильма Жак Вебер играл совершенно голым, с превосходно большой мужественностью. Поэтому он стал мужским секс-символом. В 1984 году сыграл роль художника в фильме режиссёра Жослин Сааб «Приостановленная жизнь» и роль юриста в фильме режиссёра Филиппа Лабро «Берег правый, берег левый».
Жак Вебер снимался на телевидении в телефильмах и телесериалах, в том числе в экранизациях классики. В 1970 году режиссёр Марсель Кревенн пригласил актёра для роли в телефильме «Тартюф». В 1972 году артист сыграл главную роль в телевизионном фильме «Мопра́» по одноимённому роману Жорж Санд. В 1979 году Жак Вебер сыграл главную роль в мини-сериале «Граф Монте-Кристо» режиссёра Дени де Ла Пательера по одноимённому роману Александра Дюма-отца. В 1983 году артист сыграл главную роль в мини-сериале «Милый друг» режиссёра Пьера Кардиналя по одноимённому роману Ги де Мопассана. В 2001 году сыграл роль в телефильме «Дело Кергален». В 2008 году сыграл роль графа Альмавивы в телефильме «Фигаро».
В 1998 году Жак Вебер выступил в качестве режиссёра, сценариста и исполнителя главной роли фильма «Дон Жуан» по пьесе Мольера. В 1990 году заметной работой актёра стала роль графа де Гиша в кинофильме «Сирано де Бержерак», за которую в 1991 году Жак Вебер был удостоен премии «Сезар» за лучшую мужскую роль второго плана. В 2002 году в качестве режиссёра поставил кинофильм по одноимённой пьесе Гюго «Рюи Блаз», в котором сыграл роль дона Сезара де Базана.
Также Жак Вебер ведёт телевизионные программы, включая программу «Великая шахматная доска», и снимает пьесы для телевидения, в том числе «Женитьба Фигаро».

### Последующие годы
Жак Вебер написал и опубликовал две книги-автобиографии: «Маленькие райские уголки» (2009; «Des petits coins de paradis. Pour mémoire(s)»), в которой рассказал о своей жизни и творческой деятельности, а также о своих коллегах и друзьях, и книгу «Роль Сирано в моей жизни» (2011; «Cyrano, ma vie dans la sienne»).
С 2011 года Жак Вебер официально поддерживает Раони Метуктире — вождя одного из индейских племён на территории Бразилии — в общественном движении за сохранение окружающей среды против плотины Бело Монте.

### Семья
С 1970 года женат на Кристине Вебер, у супругов трое детей: дочь Ким, сыновья Стэнли и Томми (начинающий режиссёр).

## Избранная фильмография

### Актёр
1. 1970 — Ланселот Озёрный (ТВ) / Lancelot du lac
2. 1970 — Тартюф (ТВ) / Tartuffe
3. 1970 — Рафаэль-развратник / Raphaël ou le débauché — эпизод
4. 1972 — Мопра́ (ТВ) / Mauprat — Бернар де Мопра́ (главная роль)
5. 1972 — Фостин и прекрасное лето / Faustine et le bel été — Гарун
6. 1973 — Осадное положение / État de siège — Хьюго
7. 1973 — Ничего не случилось / R.A.S. — Ален Карпантье
8. 1973 — Хильда Мурамер / Hilda Muramer — Фредерик в молодости
9. 1973 — Закрытый показ / Projection privée — Филипп / комедиант (эпизод)
10. 1974 — Алоиза / Aloïse
11. 1974 — Женщина в красных сапогах / La Femme aux bottes rouges
12. 1974 — Роковая женщина / Une femme fatale — Филипп
13. 1975 — Жестокое удовольствие / Le malin plaisir — Марк Ланселот
14. 1975 — Барон / I baroni — Карло
15. 1977 — Любовь песка / Un amour de sable — Пьер
16. 1979 — Граф Монте-Кристо (ТВ, мини-сериал) / Le comte de Monte-Cristo — Эдмон Дантес, граф Монте-Кристо (главная роль)
17. 1979 — Подросток / L'adolescente — Жан
18. 1981 — Женитьба Фигаро (ТВ) / Le mariage de Figaro — Бартоло
19. 1983 — Милый друг (ТВ, мини-сериал) / Bel-Ami — Жорж Дюруа по прозвищу «милый друг» (главная роль)
20. 1984 — Приостановленная жизнь / Une vie suspendue — художник
21. 1984 — Берег правый, берег левый / Rive droite, rive gauche — юрист
22. 1986 — Мужчина и женщина 20 лет спустя / Un homme et une femme, 20 ans déjà — эпизод
23. 1988 — Видение шабаша / La Visione del Sabba — профессор Кадо
24. 1988 — Преступление Антуана / Le Crime d'Antoine — Жюльен
25. 1990 — Сирано де Бержерак / Cyrano de Bergerac — граф де Гиш (премия «Сезар» в номинации «За лучшую мужскую роль второго плана» в 1991 году)
26. 1990 — Ласенер / Lacenaire — Ласенер
27. 1993 — Антуан Рив, судья терроризма (ТВ, мини-сериал) / Antoine Rives, juge du terrorisme — судья Антуан Рив (главная роль)
28. 1994 — Мизантроп (ТВ) / Le misanthrope
29. 1994 — Легенды Севера (ТВ, мини-сериал) / Aventures dans le Grand Nord — Пьер
30. 1995 — Маленький мальчик / Le petit garçon — папа
31. 1996 — Женщина в лесу / La femme de la forêt — Лукас (главная роль)
32. 1996 — Бомарше / Beaumarchais, l'insolent — герцог
33. 1998 — Дон Жуан / Don Juan — Дон Жуан (главная роль)
34. 2000 — Береника / Bérénice — Антиох
35. 2001 — Дело Кергален (ТВ) / L'affaire Kergalen — Жан Лагуеннек
36. 2002 — Рюи Блаз / Ruy Blas — дон Сезар де Базан
37. 2003 — Женаты семь лет / 7 ans de mariage — Клод (главная роль)
38. 2006 — Аристократы / Les aristos — граф Шарль Валеран (главная роль)
39. 2006 — Одетта Тулемонд / Odette Toulemonde — Олаф Пимс
40. 2006 — Честолюбцы / Les ambitieux — Сент-Клер
41. 2007 — Копьё Судьбы (ТВ, мини-сериал) / La Lance de la destinée — Жак Беранже
42. 2008 — Наследники (ТВ) / Les héritières — Оттавио Делла Рокка
43. 2008 — Фигаро (ТВ) / Figaro — граф Альмавива
44. 2009 — Бал актрис / Le bal des actrices — Жак
45. 2009 — Fais-moi plaisir! / Сделай меня счастливым! — отец Элизабет
46. 2009 — Folie douce / Приятное безумие — Клод Монсо
47. 2010 — Ensemble, c'est trop / Вместе — это слишком — Роже
48. 2012 — Джунгли зовут! В поисках Марсупилами / Sur la piste du Marsupilami — папа Дан
49. 2012 — С возвращением / Bienvenue parmi nous — Макс
50. 2012 — Плохая девочка / Mauvaise fille — профессор Лекок
51. 2013 — (Не)жданный принц / Un prince (presque) charmant — Шарль Лавантен

### Режиссёр
1. 1998 — Дон Жуан / Don Juan
2. 2002 — Рюи Блаз / Ruy Blas
3. 2008 — Фигаро (ТВ) / Figaro

### Сценарист
1. 1998 — Дон Жуан / Don Juan

## Награды и премии
- Кавалер Национального Ордена «За заслуги»
- 1991 — Премия «Сезар» за лучшую мужскую роль второго плана (16-я церемония вручения, за роль в фильме «Сирано де Бержерак» (1990))
- 1992 — Кавалер Ордена Искусств и литературы
- 1996 — Кавалер ордена Почётного легиона
- 2008 — Офицер ордена Почётного легиона